# Challenge de France féminin 2008-2009
La Challenge de France féminin 2008-2009 è stata l’8ª edizione della Coppa di Francia riservata alle squadre femminili. La finale si è svolta a Lione ed è stata vinta dal Montpellier per la terza volta nella sua storia contro il Le Mans per 1-3.

## Fase regionale
Le squadre appartenenti ai campionati regionali si sfidano per prime in gare ad eliminazione diretta. 

## Fase federale

### Primo turno
Si aggiungono alle squadre rimanenti dal turno precedente le 24 squadre appartenenti al campionato Division 2 e si sfidano in gare ad eliminazione diretta.
Le gare si svolgono tra il 4 ed il 25 gennaio 2009.
| Squadra 1                    | Risultato       | Squadra 2              |
| ---------------------------- | --------------- | ---------------------- |
| SC Abbeville                 | 3 - 0           | AS Saint-Quentin       |
| CBOSL Football               | 3 - 9           | CPBB Rennes            |
| Arbois Sports                | 3 - 1           | Chaumont ASPTT         |
| ES Arpajonnaise              | 6 - 0           | FCE Arlac              |
| SC Arthez Lacq               | 2 - 3           | Muret                  |
| JS Bassin Aveyron            | 0 - 11          | Rodez                  |
| CS Mars Bischheim            | 3 – 0           | Saint-Memmie Olympique |
| US Blanzynoise               | 0 - 11          | Tours                  |
| ES Bonchamp                  | 1 - 11          | FA Laval               |
| ES Cormelles-le-Royal        | 2 - 2 (4-2 dtr) | Blanc-Mesnil SF        |
| FC Domont                    | 1 - 4           | Stade raismois         |
| ASSF Épinal                  | 5 - 1           | FC Rossfeld            |
| ESM Gonfreville-l’Orcher     | 1 – 3           | Évreux ACF             |
| Herblay FAS                  | 0 - 7           | Arras                  |
| Issy                         | 4 - 3           | COM Bagneux            |
| La Roche-sur-Yon             | 4 – 0           | Corne USC              |
| FC La Rochette Vaux le Pénil | 0 - 1           | SC Tours Nord          |
| US Véore                     | 2 - 0           | Celtic de Marseille    |
| Le Mans                      | 4 - 0           | Saint-Herblain OC      |
| Le Puy                       | 2 - 1           | Aulnat Sportif         |
| Leers omnisports             | 2 - 2 (3-2 dtr) | AC Halluin             |
| Limoges LF                   | 2 - 0           | ESTC Poitiers          |
| CA Lisieux                   | 1 – 0           | FC Tremblay-en-France  |
| AS Mignaloux-Beauvoir        | 2 - 4           | Blanquefort            |
| Nancy                        | 0 - 6           | AS Algrange            |
| CS Nivolas-Vermelle          | 1 - 3           | RCF Mâcon              |
| Nîmes Métropole Gard         | 2 - 1           | PFFC Aubagne           |
| ES 16e Paris                 | 0 - 5           | US Gravelines          |
| US Pont de l’Arche           | 1 - 4           | Montigny               |
| Rhône-Crussol Foot           | 1 - 1 (3-4 dtr) | Rousset Sport          |
| FC Rouen                     | 2 - 2 (3-4 dtr) | VGA Saint-Maur         |
| ASC Saint-Apollinaire        | 1 - 1 (3-4 dtr) | US Orlèans             |
| Plaine Revermont Football    | 5 – 0           | AS Chelles             |
| Comminges Saint-Gaudens FC   | 0 - 8           | ASPTT Albi             |
| RC Saint-Jean-de-Védas       | 1 - 1 (4-2 dtr) | Monteux                |
| US Saint-Malo                | 0 - 2           | ASF Les Verchers       |
| FC Templemars                | 0 – 2           | Compiègne              |
| ES Troyes AC                 | 1 - 3           | Besançon RC            |
| ASPTT Vannes                 | 1 - 1 (2-1 dtr) | FC Lorient             |
| FC Woippy                    | 4 – 0           | AS Mussig              |

### Secondo turno
Le gare si svolgono sempre tra il 25 gennaio ed il 1º febbraio 2009.
| Squadra 1                 | Risultato       | Squadra 2             |
| ------------------------- | --------------- | --------------------- |
| SC Abbeville              | 1 - 2           | Compiègne             |
| ASPTT Albi                | 3 - 2           | Limoges LF            |
| AS Algrange               | 1 - 2           | CS Mars Bischheim     |
| Arras                     | 7 - 2           | Leers omnisports      |
| Besançon RC               | 1 - 1 (2-3 dtr) | Arbois Sports         |
| Blanquefort               | 1 - 1 (5-6 dtr) | Muret                 |
| Évreux ACF                | 1 – 3           | Montigny              |
| RCF Mâcon                 | 1 - 1 (3-4 dtr) | SC Tours Nord         |
| Issy                      | 5 - 0           | ES Cormelles-le-Royal |
| FA Laval                  | 0 – 6           | Le Mans               |
| Stade raimois             | 0 - 2           | US Gravelines         |
| CPBB Rennes               | 0 - 4           | La Roche-sur-Yon      |
| Rodez                     | 2 - 1           | ES Arpajonnaise       |
| Rousset Sport             | 0 - 5           | US Véore              |
| Plaine Revermont Football | 1 – 4           | Le Puy                |
| RC Saint-Jean-de-Védas    | 0 - 2           | Nîmes Métropole Gard  |
| VGA Saint-Maur            | 4 – 1           | CA Lisieux            |
| Tours                     | 3 - 1           | US Orléans            |
| ASF Les Verchers          | 4 - 2           | ASPTT Vannes          |
| FC Woippy                 | 0 - 4           | ASSF Épinal           |

## Sedicesimi di finale
Le gare si sono svolte il 10 febbraio 2009 tranne altre 5 nelle settimane successive fino al 1 marzo e si aggiungono alle squadre rimanenti dal turno precedente 12 club del campionato Division 1.
| Squadra 1            | Risultato       | Squadra 2           |
| -------------------- | --------------- | ------------------- |
| ASPTT Albi           | 0 - 2           | Montpellier         |
| Arbois Sports        | 0 - 3           | Vendenheim          |
| Arras                | 0 - 6           | FCF Juvisy          |
| CS Mars Bischheim    | 3 - 4           | Saint-Étienne       |
| Compiègne            | 1 - 1 (5-6 dtr) | VGA Saint-Maur      |
| ASSF Épinal          | 1 - 3           | US Véore            |
| US Gravelines        | 2 – 0           | Issy                |
| La Roche-sur-Yon     | 0 - 5           | Condéen             |
| Le Mans              | 1 - 1 (4-3 dtr) | Paris Saint-Germain |
| Le Puy               | 0 - 13          | Olympique Lione     |
| Montigny             | 0 - 0 (4-1 dtr) | Hénin-Beaumont      |
| Muret                | 0 - 5           | Tolosa              |
| Nîmes Métropole Gard | 1 - 2           | Soyaux              |
| Tours                | 1 - 1 (2-4 dtr) | ASF Les Verchers    |
| SC Tours Nord        | 1 - 3           | Stade Briochin      |
| Nord Allier Yzeure   | 4 – 1           | Rodez               |

## Ottavi di finale
Tutte le gare si sono svolte il 15 marzo 2009. 
| Squadra 1        | Risultato       | Squadra 2          |
| ---------------- | --------------- | ------------------ |
| Condéen          | 3 - 2           | Montigny           |
| US Véore         | 1 - 2           | Saint-Étienne      |
| Le Mans          | 1 – 1 (8-7 dtr) | US Gravelines      |
| VGA Saint-Maur   | 0 - 8           | Olympique Lione    |
| Soyaux           | 1 - 3           | FCF Juvisy         |
| Tolosa           | 2 - 6           | Montpellier        |
| Vendenheim       | 0 - 3           | Nord Allier Yzeure |
| ASF Les Verchers | 0 - 1           | Stade Briochin     |

## Quarti di finale
Le gare si sono svolte il 29 marzo 2009 tranne Olympique Lione – Saint-Étienne a causa del doppio impegno delle prime in UEFA Women’s Cup 2008-2009.
| Squadra 1          | Risultato       | Squadra 2     |
| ------------------ | --------------- | ------------- |
| Le Mans            | 2 - 1           | Condéen       |
| Olympique Lione    | 3 - 0           | Saint-Étienne |
| Stade Briochin     | 0 - 1           | Montpellier   |
| Nord Allier Yzeure | 0 - 0 (2-4 dtr) | FCF Juvisy    |

## Semifinali
Le gare si sono svolte il 12 e 30 aprile 2009.
| Squadra 1   | Risultato       | Squadra 2       |
| ----------- | --------------- | --------------- |
| Le Mans     | 1 - 0           | FCF Juvisy      |
| Montpellier | 0 – 0 (4-3 dtr) | Olympique Lione |

## Finale
| Arbitro: | Noëlle Robin |

|           |           |                                |
| Dufeu 70’ | Marcatori | 16’ Delie 38’ Viguier 46’ Lozé |